# Dave Beck

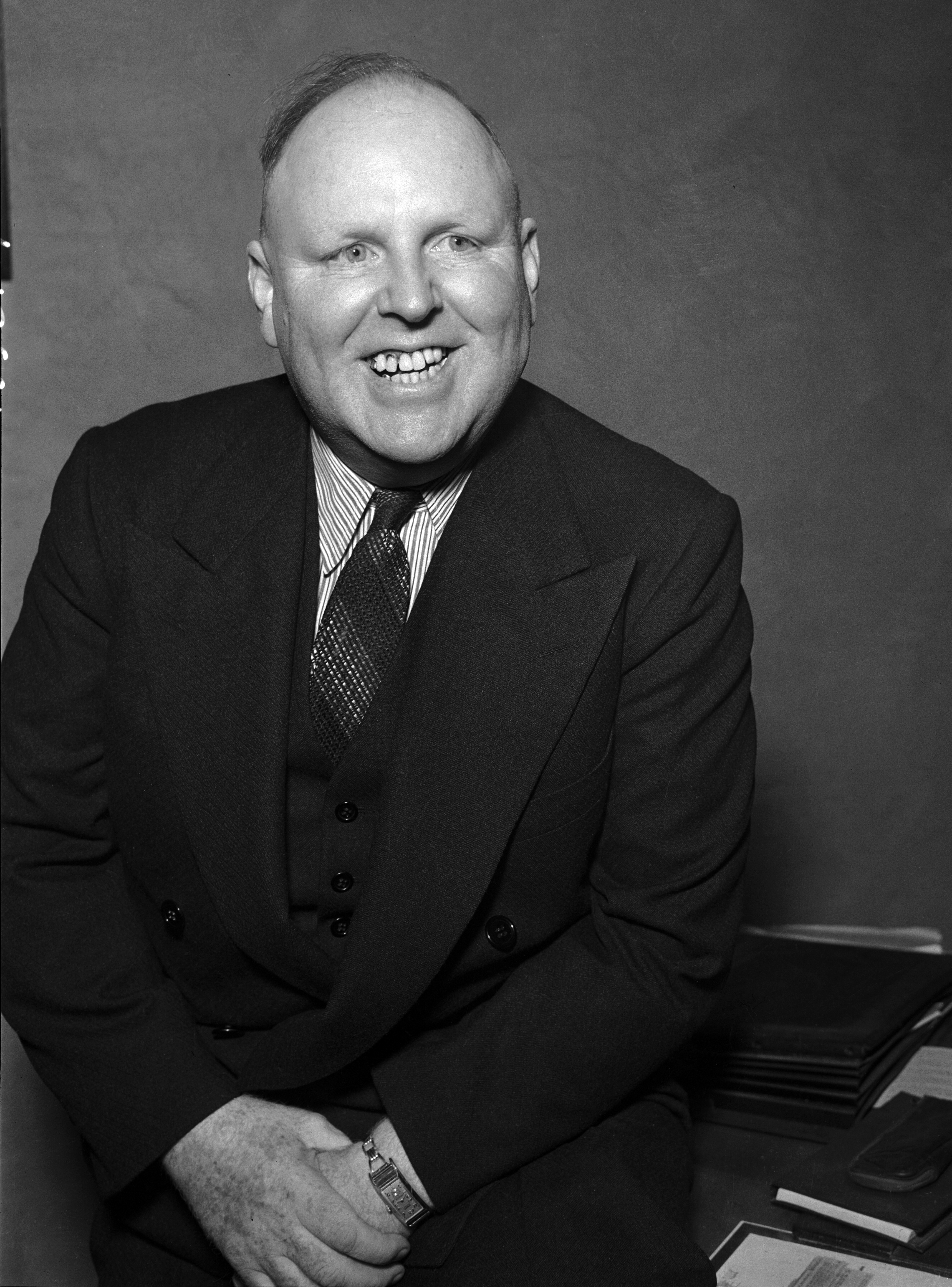
Dave Beck

Dave Beck (* 16. Juni 1894 in Stockton, Kalifornien; † 26. Dezember 1993 in Seattle) war von 1952 bis 1957 Präsident der amerikanischen Gewerkschaft International Brotherhood of Teamsters.
Seine Hauptleistung war das Vorantreiben der Expansion der „Teamsters“ an der Westküste der USA, insbesondere in Los Angeles. 
1957 musste er sich einem Untersuchungsausschuss des Senats stellen („Anti-Racketeering Committee“), lehnte die Beantwortung der über einhundert Fragen ab und musste seinen Präsidenten-Posten bei den „Teamsters“ räumen.
Vizepräsident Jimmy Hoffa wurde sein Nachfolger bei den „Teamsters“ und am Ende des Jahres wurde Beck zu drei Jahren verurteilt, weil er 1.900 US $ an Gewerkschaftsgeldern unterschlagen hatte. Er verbüßte seine Strafe im Staatsgefängnis von Washington, 1959 folgte eine Verurteilung wegen Steuerhinterziehung und er musste 1962 erneut ins Gefängnis.
Er wurde 1964 vorzeitig entlassen, aber im selben Jahr wurde sein Nachfolger Jimmy Hoffa verurteilt und verbüßte von 1967 bis 1971 nun ebenfalls eine Haftstrafe, da er Gelder, die eigentlich für die Pensionskasse (Central States Pension Fund) bestimmt waren, zweckentfremdet hatte. Inzwischen hatte aber Frank Fitzsimmons, der wiederum Vize unter Hoffa gewesen war, einen „Deal“ mit Präsident Richard Nixon, dem er mit Hilfe der Cosa Nostra eine Millionenspende für seinen Wahlkampf organisiert haben soll, ausgehandelt.
1971 wurde Dave Beck endgültig begnadigt und Hoffa vorzeitig freigelassen, musste aber für zehn Jahre auf sein Amt verzichten, so dass nun Frank Fitzsimmons 1973 offizieller Präsident der „Teamster“ werden konnte, was er seit 1967 als Stellvertreter praktisch schon gewesen war.
Dave Beck überlebte sie alle – Hoffa verschwand 1975 spurlos, Fitzsimmons starb 1981 an Krebs – und starb im Alter von 99 Jahren.